# Luigi Frey
Luigi Frey (Milano, 25 ottobre 1934 – Milano, 15 ottobre 2019) è stato un economista e banchiere italiano.

## Biografia
Dopo essersi laureato in Economia all'Università Cattolica di Milano, ha insegnato all'Università Cattolica, all'università di Trento, all'Università di Parma e all' l'Università "La Sapienza" di Roma, dove ha mantenuto la cattedra universitaria per 25 anni.
Ha pubblicato libri e saggi prevalentemente nel campo dell'economia del lavoro.
Accanto all'impegno accademico, ha sempre ricoperto anche ruoli dirigenziali in istituti bancari. Frey entrò nel consiglio di amministrazione della Banca Popolare di Milano nel corso dell'esercizio del 1970. Svolse il ruolo prima di consigliere di amministrazione e poi di presidente quando, nel biennio 1980-1982, sostituì Piero Schlesinger che era stato chiamato alla guida dell'Istituto Mobiliare Italiano. Ricoprì anche la carica di presidente dell'Unione Fiduciaria, la società fiduciaria e di servizi delle banche popolari italiane.
Nel 2010 ha sostenuto la candidatura del giurista Valerio Onida alle primarie del centro-sinistra per la scelta del candidato alla carica di sindaco del comune di Milano.

## Opere
- Luigi Frey, Sviluppo economico e struttura del mercato finanziario, Milano, Giuffrè, 1961.
- Luigi Frey, Criteri di efficienza per le scelte dell'impresa pubblica, con Miro Allione e A. Brenna, 1967.[6]
- Luigi Frey, Occupazione e disoccupazione giovanile in Italia, Roma, Istituto per gli studi sullo sviluppo economico e il progresso tecnico, 1970.
- Luigi Frey, Renata Livraghi, Vera Negri Zamagni, Domanda e offerta di lavoro in attività terziarie, Milano, FrancoAngeli, 1975.
- Luigi Frey, Vincenzo Siesto, Domenico Valcavi, Le informazioni quantitative sull'occupazione e sulla disoccupazione in Italia, Milano, FrancoAngeli, 1980. ISBN 8820417936.
- Luigi Frey, Giuseppe Croce, Emanuela Ghignoni, Disoccupazione e creazione di posti di lavoro nel Mezzogiorno, Milano, FrancoAngeli, 1994. ISBN 8820491605.
- Luigi Frey, Il lavoro nei servizi verso il secolo XXI, Milano, FrancoAngeli, 1997. ISBN 8846402456.
- Luigi Frey, Giuseppe Croce, Emanuela Ghignoni, Mercati del lavoro locali e politiche dell'occupazione e del lavoro, Milano, FrancoAngeli, 1998. ISBN 8846412095.